# Condado de Leitrim
Leitrim (en irlandés: Liatroim) es uno de los condados del oeste de Irlanda que forman parte de la provincia de Connacht. Su nombre se deriva del gaélico Liath Druim. Antiguamente, Leitrim era la mitad occidental del reino de Breifne, que estuvo dominado por la familia O'Rourke de Dromahair, cuyo león herálico ocupa el estandarte oficial del condado hasta nuestros días.
El condado de Leitrim limita al norte con el océano Atlántico y el condado de Donegal, al noreste con el condado de Fermanagh en Irlanda del Norte, al este con el condado de Cavan, al sur con el condado de Longford, al suroeste con el condado de Roscommon y al oeste con el condado de Sligo.
Área: 1.588 km². Población: 28.837 (2006) Capital: Carrick-on-Shannon.
En el condado se encuentra la pequeña población de Leitrim, 1100 habitantes (2006).

## Lugares de interés
- Manorhamilton Castle & Heritage Centre
- Leitrim Sculpture Centre
- The Organic Centre
- The Glens Centre
- Parkes Castle on Lough Gill, Dromahair
- Tullyskearney Megalithic Tombs
- Glencar Waterfall
- Famine Graveyard
- Arigna Mining Experience
- Lough Allen Outdoor Activity Centre
- River Cruises & Fishing on the Shannon-Erne Waterway
- Hillwalking in local Mountains

## Ciudades y pueblos
Ballinamore 914
Carrick-on-Shannon 4,062
Carrigallen 387
Dromahair 808
Drumkeeran 220
Drumod 555
Drumshanbo 902
Drumsna 240
Keshcarrigan 155
Kinlough 1,032
Leitrim 594
Manorhamilton 1,466
Mohill 855
Roosky 564
Tullaghan 253